# Белокаменка (Ленинский район)
Белока́менка (до 1948 года Акта́ш; укр. Білокам'янка, крымскотат. Aqtaş, Акъташ) — исчезнувшее село в Ленинском районе Республики Крым, располагавшееся на севере района и Керченского полуострова, у мыса Казантип, примерно в 2 км к юго-западу от современного города Щёлкино. Сейчас на месте села СНТ «Лесовод».

## История
Первое документальное упоминание села встречается в Камеральном Описании Крыма… 1784 года, судя по которому, в последний период Крымского ханства Акташ входил в Арабатский кадылык Кефинского каймаканства.
После присоединения Крыма к России (8) 19 апреля 1783 года, (8) 19 февраля 1784 года, именным указом Екатерины II сенату, на территории бывшего Крымского Ханства была образована Таврическая область и деревня была приписана к Левкопольскому, а после ликвидации в 1787 году Левкопольского — к Феодосийскому уезду Таврической области. После Павловских реформ, с 1796 по 1802 год, входила в Акмечетский уезд Новороссийской губернии. По новому административному делению, после создания 8 (20) октября 1802 года Таврической губернии, Акташ был включён в состав Кадыкелечинской волости Феодосийского уезда.
По Ведомости о числе селений, названиях оных, в них дворов… состоящих в Феодосийском уезде от 14 октября 1805 года , в деревне Акташ числилось 25 дворов и 125 жителей. На военно-топографической карте генерал-майора Мухина 1817 года деревня Акташ обозначена с 21 двором. После реформы волостного деления 1829 года Анташ, согласно «Ведомости о казённых волостях Таврической губернии 1829 года», отнесли к Чалтемирской волости (переименованной из Кадыкелечинской). На карте 1836 года в деревне 21 двор, как и на карте 1842 года.
В 1860-х годах, после земской реформы Александра II, деревню включили в состав Арма-Элинской волости. Согласно «Списку населённых мест Таврической губернии по сведениям 1864 года», составленному по результатам VIII ревизии 1864 года, Акташ — владельческая татарская деревня с 27 дворами, 200 жителями и мечетью близ морскаго берега. По обследованиям профессора А. Н. Козловского начала 1860-х годов, в селении «все без исключения колодцы с весьма солёною водою, годною лишь для животных. Людьми же в пищу не употребляется». На трёхверстовой карте Шуберта 1865—1876 года в деревне Акташ обозначено 58 дворов. На 1886 год в деревне, согласно справочнику «Волости и важнѣйшія селенія Европейской Россіи», проживало 279 человек в 49 домохозяйствах, действовала мечеть.
По «Памятной книге Таврической губернии 1889 года», по результатам Х ревизии 1887 года, в деревне Акташ, уже Петровской волости, числилось 57 дворов и 313 жителей. По «…Памятной книжке Таврической губернии на 1892 год» в Акташе, входившем в Ташлыярское сельское общество, числилось 243 жителя в 47 домохозяйствах, в безземельном Акташе, не входившем ни в одно сельское общество — 66 жителей, домохозяйств не имеющих. На верстовой карте Крыма 1896 года в селении обозначено 70 дворов с татарским населением и мечеть. По «…Памятной книжке Таврической губернии на 1902 год» в деревне Акташ, входившей в Ташлыярское сельское общество, числилось 18 жителей в 3 домохозяйствах. По Статистическому справочнику Таврической губернии. Ч.II-я. Статистический очерк, выпуск пятый Феодосийский уезд, 1915 год, в деревне Акташ (на земле Бейтулаева) Петровской волости Феодосийского уезда числилось 14 дворов (все дворы безземельные) со смешанным населением в количестве 43 человек приписных жителей и 42 «посторонних», из которых 47 мужчин и 38 женщин. Жители землёй не владели, но за селением числилось 180 десятин земли. В хозяйствах имелось 63 лошади, 34 вола, 47 коров и 600 голов овец, свиней, или коз.
После установления в Крыму Советской власти, по постановлению Крымревкома, 25 декабря 1920 года был образован Керченский (степной) уезд, а, постановлением ревкома № 206 «Об изменении административных границ» от 8 января 1921 года была упразднена волостная система и село вошло в состав Петровского района Керченского уезда, а в 1922 году уезды получили название округов. 11 октября 1923 года, согласно постановлению ВЦИК, в административное деление Крымской АССР были внесены изменения, в результате которых округа были отменены, Петровский район упразднили, влив в Керченский район. Согласно Списку населённых пунктов Крымской АССР по Всесоюзной переписи 17 декабря 1926 года, в селе Акташ, Китеньского сельсовета Керченского района, числилось 17 дворов, все крестьянские, население составляло 82 человека, из них 75 татар, 5 русских и 2 украинцев. Постановлением ВЦИК «О реорганизации сети районов Крымской АССР» от 30 октября 1930 года (по другим сведениям 15 сентября 1931 года) Керченский район упразднили и село включили в состав Ленинского. На подробной карте РККА Керченского полуострова 1941 года в селе отмечено 28 дворов.
В 1944 году, после освобождения Крыма от фашистов, согласно Постановлению ГКО № 5859 от 11 мая 1944 года, 18 мая крымские татары были депортированы в Среднюю Азию. С 25 июня 1946 года селение в составе Крымской области РСФСР. Указом Президиума Верховного Совета РСФСР от 18 мая 1948 года, Акташ переименовали в Белокаменку. Исключена из учётных данных в 1952 году.

### Динамика численности населения
| - 1805 год — 125 чел. - 1864 год — 200 чел. - 1886 год — 279 чел. - 1889 год — 313 чел. | - 1892 год — 309 чел. - 1902 год — 18 чел. - 1915 год — 43/42 чел. - 1926 год — 82 чел. |